# Up the Ladder to the Roof
Up the Ladder to the Roof è un singolo del gruppo vocale femminile statunitense The Supremes, pubblicato nel 1970 dalla Motown.
Il brano, inserito nell'album Right On, è il primo realizzato senza il contributo di Diana Ross, che lasciò il gruppo nel gennaio 1970 e che venne sostituita da Jean Terrell.

## Tracce
- 7"

1. Up the Ladder to the Roof
2. Bill, When Are You Coming Back

## Formazione
- Jean Terrell - voce, cori
- Mary Wilson - cori
- Cindy Birdsong - cori
- The Funk Brothers - gruppo